# Mk 32型水面船艦魚雷管

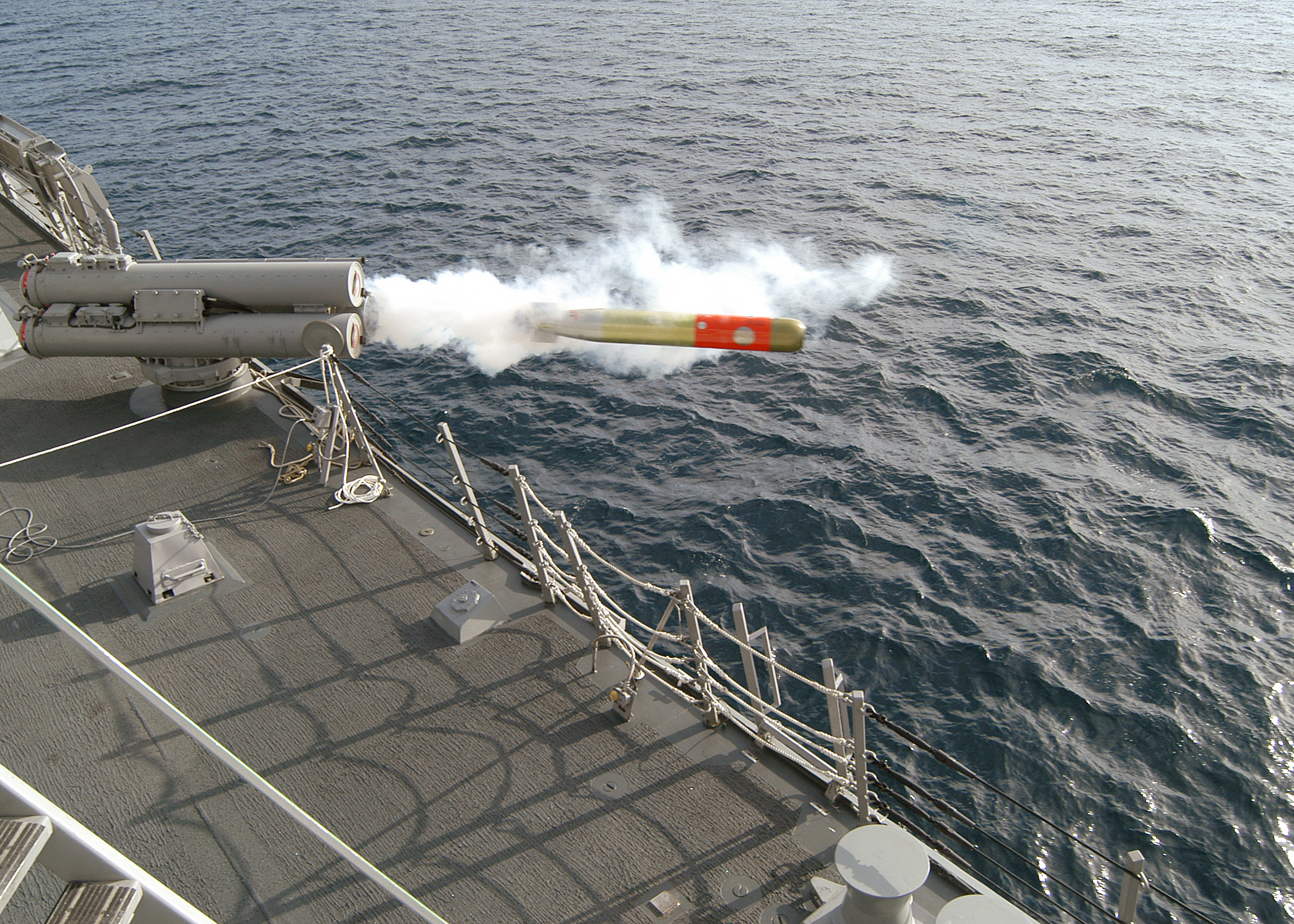
三聯裝Mk 32型水面船艦魚雷管發射一枚Mk 46 Mod 5型魚雷。

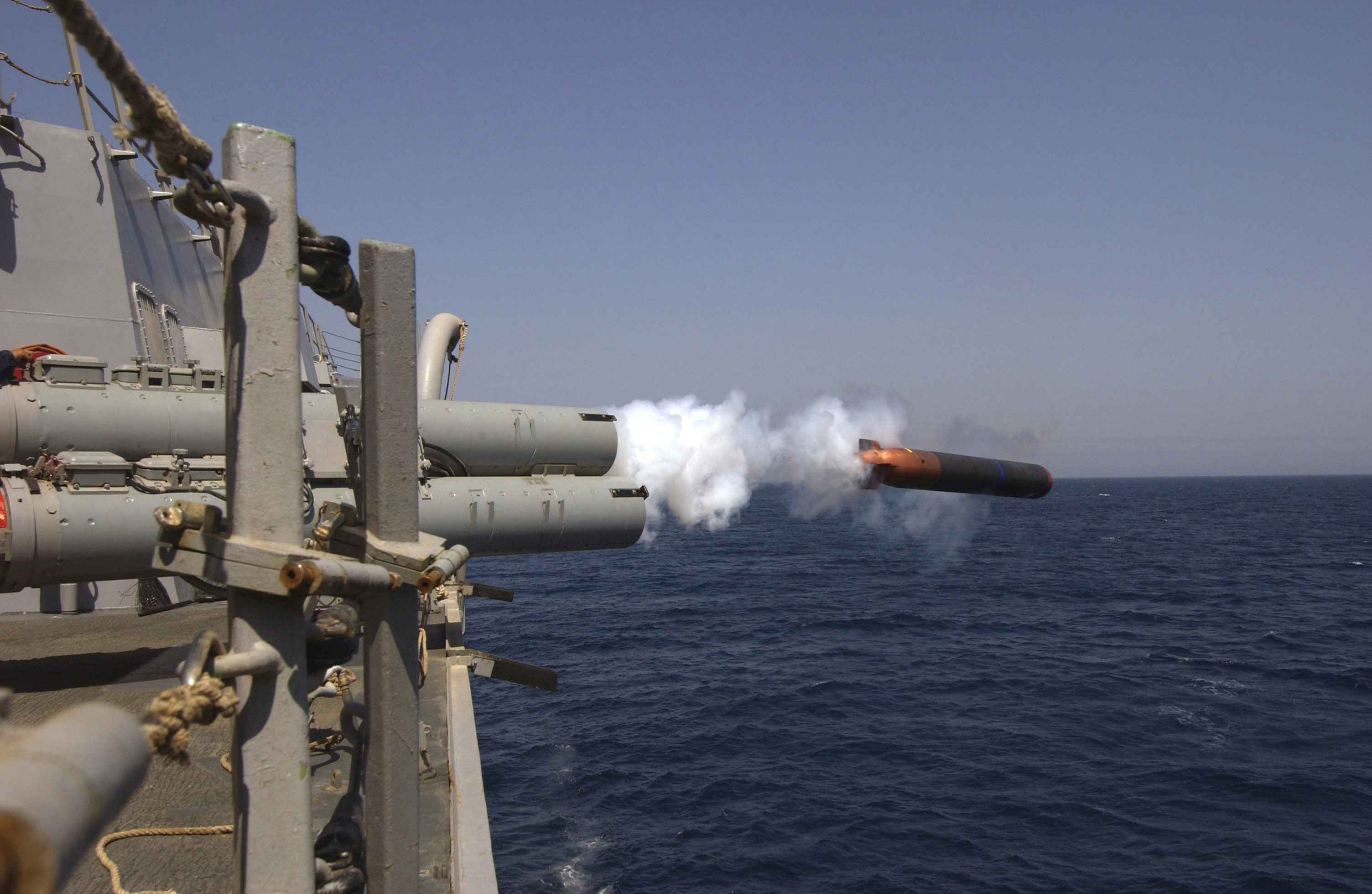
三聯裝Mk 32型水面船艦魚雷管發射一枚Mk 50型魚雷。

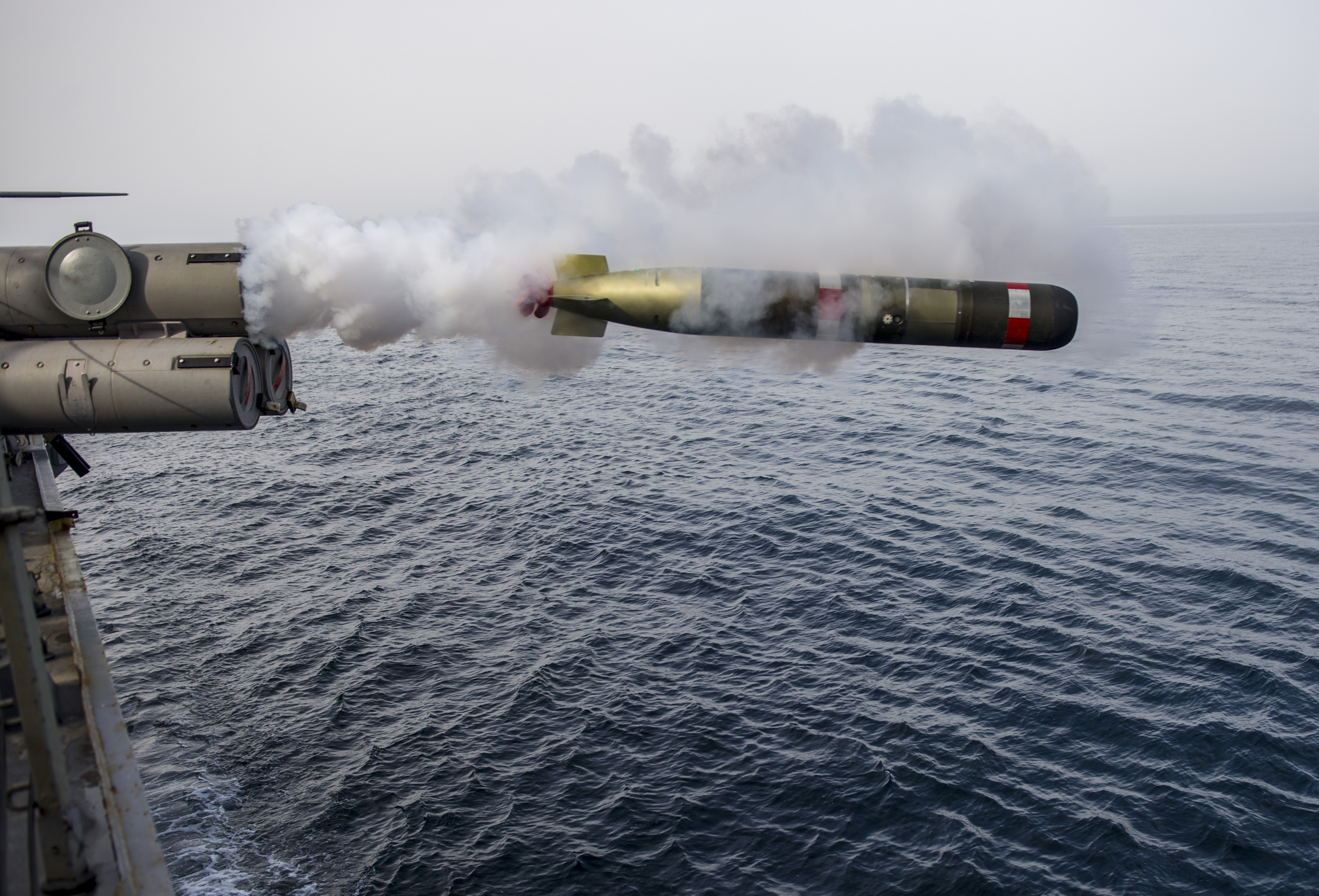
三聯裝Mk 32型水面船艦魚雷管發射一枚Mk 54型魚雷。

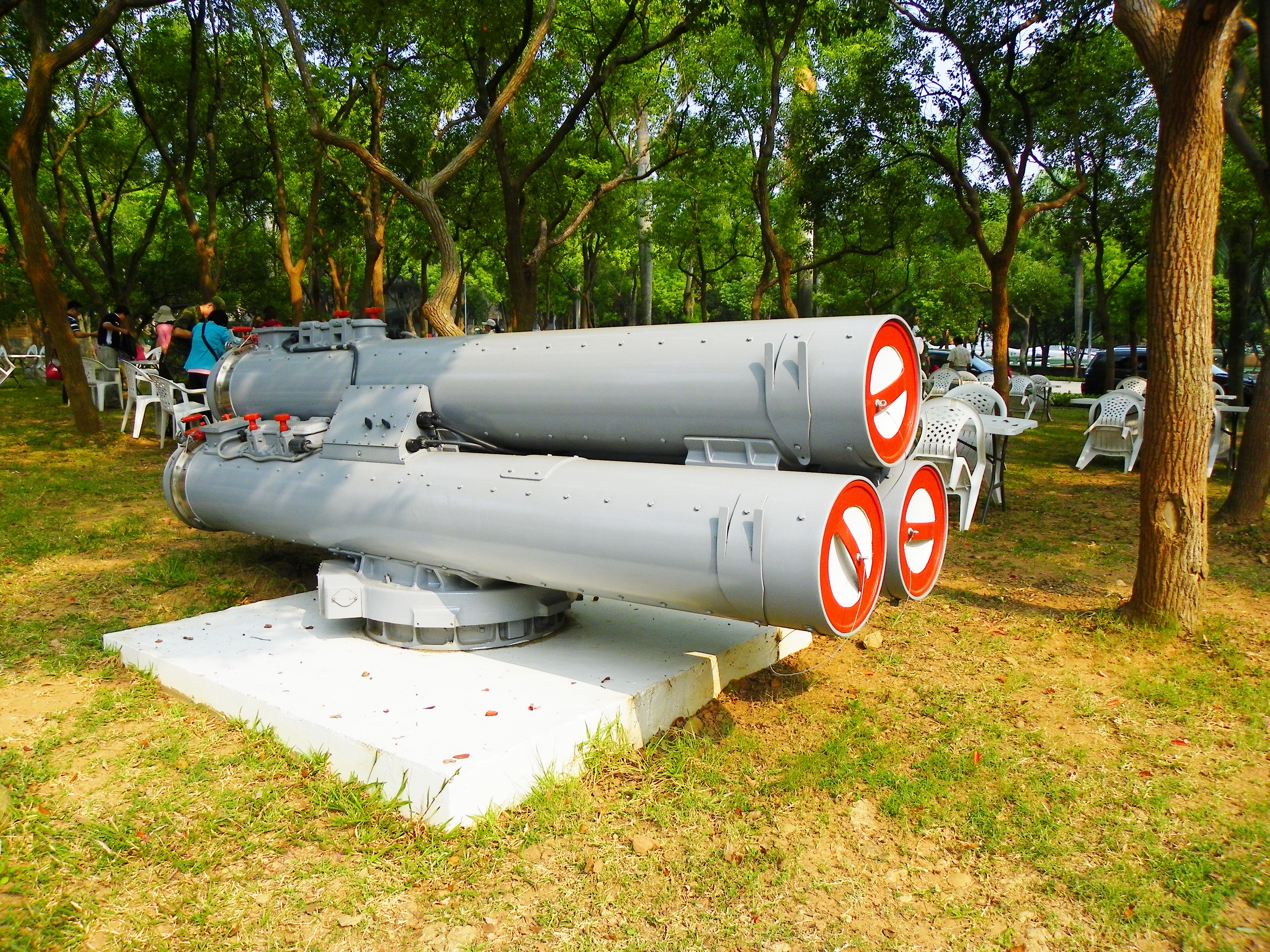
固定於中華民國陸軍成功嶺展示的中華民國海軍Mk 32三聯裝魚雷發射管。

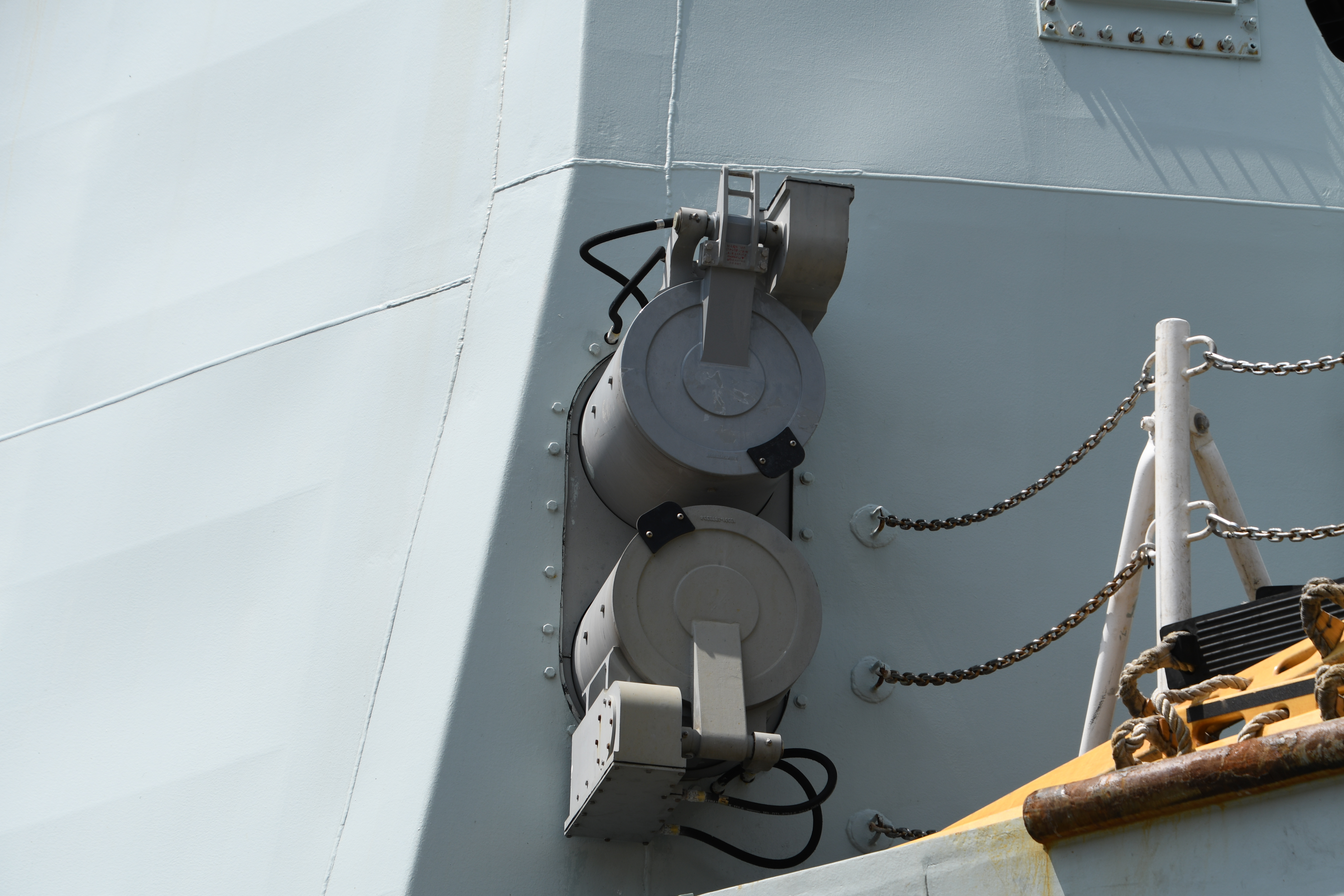
加拿大皇家海軍哈利法克斯級巡防艦所裝備的Mk 32 Mod9雙聯裝固定式水面船艦魚雷管。

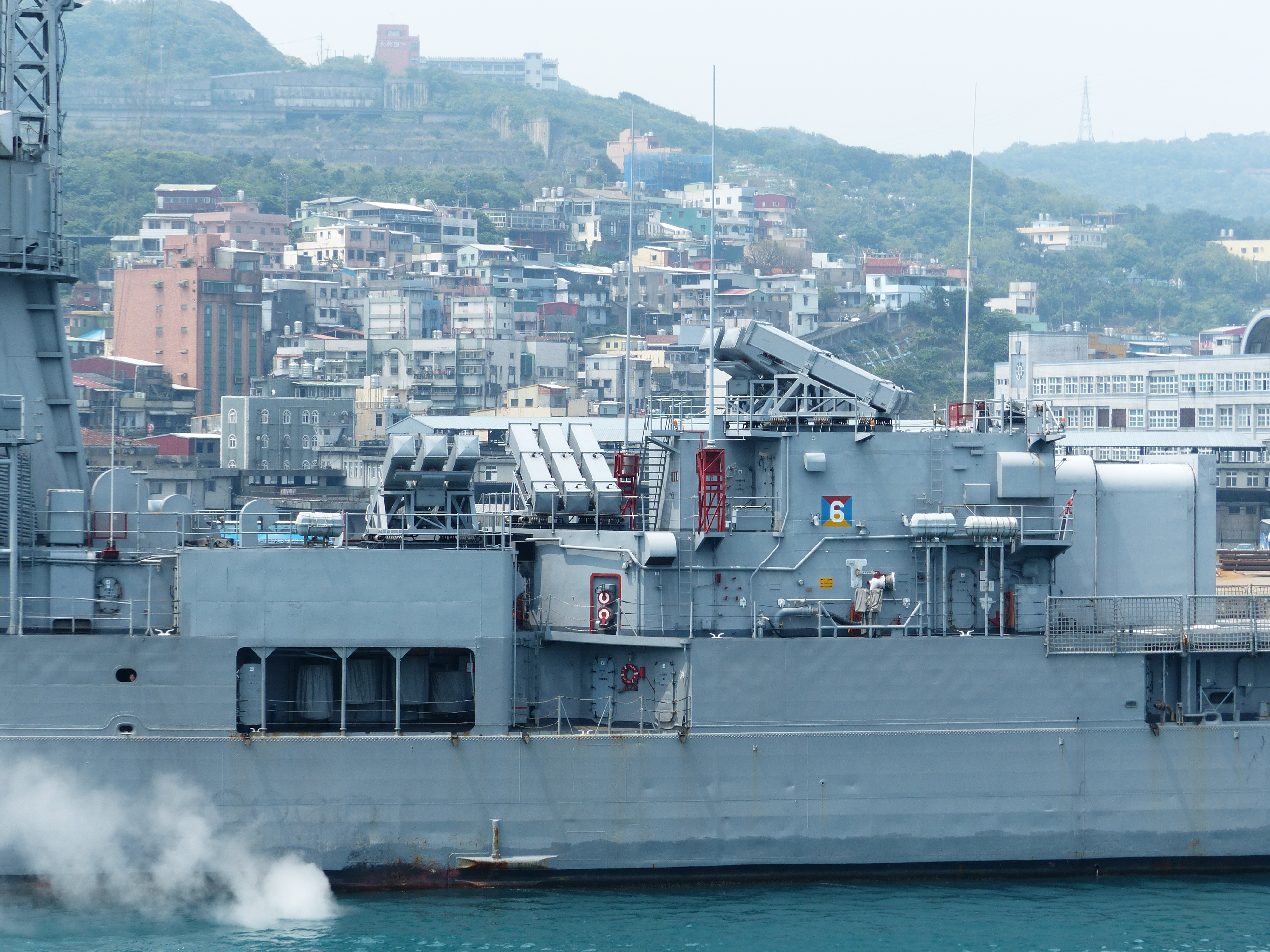
中華民國海軍濟陽級宜陽號巡防艦中段所裝備的標準一型防空飛彈發射箱與Mk 32 Mod9雙聯裝固定式水面船艦魚雷管。

Mk 32型水面船艦魚雷管（Mark 32 Surface Vessel Torpedo Tubes，簡稱：Mk 32 SVTT）是美國海軍研發的魚雷發射裝置，從1960年開始運用，目前仍然為大部份國家海軍水面作戰艦艇上的標準魚雷發射器。MK-32一般是藉由遙控的方式發射，第15型以前還提供緊急時直接由魚雷管控制發射的能力，雖然Mk 32型水面船艦魚雷管是使用美國或者是類似系統的海軍艦艇的標準魚雷發射器，至少有一套第5型發射器在1989年以前交給中國人民解放軍海軍。

## 基本構造
Mk 32有兩種主要的版本，可以依據不同軍艦的需求安裝；除了作為魚雷發射管，也可以成為存放艦用魚雷的儲藏設備。未裝填魚雷的發射管重量約為1,010公斤重。
Mk 32一種是三個魚雷管併裝在一起的三聯裝版，發射基座可以旋轉，發射的時候將於雷管朝舷外旋轉（最大達90度），安裝的方式為船身左右兩側各設置一座魚雷發射器。另外一種版本是雙聯裝的固定發射器，發射管的前方有保護艙門，發射前艙門必須先打開才可以將魚雷推送出去。魚雷管外殼為金屬，內裏材質為玻璃纖維製造的纖維強化塑膠，強度可抵禦海浪拍打；裝填時自後方用導軌方式將魚雷送入，發射時是以電子擊發的方式利用高壓空氣將魚雷推送出去。高壓空氣來源一般是由艦上輪機部門提供，在後期勃克級則開始在發射管加設空氣壓縮機，減少佈設傳輸氣體的管線需求。

### 安全裝置
Mk 32發射器有安全裝置以保護船隻與魚雷的安全。三聯裝發射器如果沒有轉向舷外，安全裝置會停止發射程序。雙聯裝固定發射器在發射前如果艙門沒有打開，發射程序也會被終止。

## 型號

### 美軍
Mk 32有多種次型（MOD），其中部分是由早期型改良之後成為新型號。
- 第0型：最初生產的三聯裝發射器。
- 第2型：第0型的改良版，發射管改以鋼管外殼，玻璃纖維內襯以取代全玻璃纖維材質的構造，同時加上新的迴轉機構以及安全裝置。
- 第5型到第8型：包含由前兩型改裝而來以及新生產的發射器，全部皆為三聯裝，但是使用不同的發射控制系統。
- 第9型：雙聯裝固定式魚雷發射管，魚雷艙內設有吊掛起重機改善再裝填效率，此型發射器只有安裝在美國海軍諾克斯級巡防艦、加拿大皇家海軍哈利法克斯級巡防艦上。
- 第14型：安裝在斯普鲁恩斯级驱逐舰、阿布萨隆级支援舰，類似第7型發射器但是提升反應速率；阿布薩隆級為雙連裝版本，配備MU90魚雷（英语：MU90 Impact）。
- 第15型：類似第7型的無人版，取消緊急時可以自魚雷管直接控制發射的能力，具有顯示魚雷已經發射的訊號面板，以及遙控並且加熱的魚雷管艙門。
- 第16型：預計配備於航空母艦與两栖登陆舰上面，研發計畫放棄。
- 第17型：配備於派里級巡防艦上，是第5型的改良版。
- 第18型：配備於維吉尼亞級巡洋艦上，是第7型的改良版。

### 其他提升計畫
- 1970年所有第5到第9型的發射器都加上顯示發射管所裝填的魚雷種類能力，免除必須以目視檢查的需要，如此可以避免選擇的魚雷與實際上發射的是不同種類。

- 1971年將第5到第9型下層發射管的一項保護設定暫時刪除。這個保護設定會讓從下層發射管發射的MK46魚雷直接追蹤發射船艦的波浪所製造的音響訊號，導致魚雷反過來追蹤發射船艦本身而非目標。取消之後可以免除這種問題。

### 控制系統

#### 設定面板
- 第5型到第9型發射器都可以由Mk 264或者是Mk 309發射面板遙控。
- 第14型由Mk 331發射面板遙控。

#### 射控系統
不同的魚雷管接受來自特定射控系統的指揮。
- 第5和第6型：接受Mk 102，Mk 105或者是Mk 111射控系統的指揮。
- 第7和第8型：接受Mk 114或者是Mk 116射控系統的指揮。
- 第14型：Mk 116射控系統或者是Mk 329武器控制面板。

### 海外

#### STWS
英國版本

#### B.515
義大利版本

#### 68式
日本海上自衛隊版本，1979年引入，配備艦艇：
- 榛名級護衛艦
- 白根級護衛艦
- 日向級護衛艦
- 天津風號護衛艦
- 太刀風級護衛艦
- 旗風級護衛艦
- 金剛級護衛艦
- 愛宕級護衛艦
- 摩耶級護衛艦
- 山雲級護衛艦（日语：やまぐも型護衛艦）
- 峰雲級護衛艦（日语：みねぐも型護衛艦）
- 高月型護衛艦
- 五十鈴級護衛艦（日语：いすず型護衛艦）
- 筑後級護衛艦（日语：ちくご型護衛艦）
- 石狩號護衛艦
- 夕張級護衛艦
- 初雪型護衛艦
- 朝霧型護衛艦
- 阿武隈級護衛艦
- 村雨型護衛艦 (二代)
- 高波級護衛艦
- 秋月級護衛艦 (2010年)
- 朝日級驅逐艦 (2016年)
- 最上級護衛艦
- 水鳥型驅潛艦（日语：みずとり型駆潜艇）
- 海鷹級驅潛艦（日语：うみたか型駆潜艇）

## 武器
Mk 32可以用來發射直徑324毫米的輕型魚雷，如美國海軍的Mk 46型魚雷、Mk 50型魚雷、Mk 54型魚雷，或其他同為324毫米口徑的魚雷。

## 流行文化
超級戰艦

## 相關參見
- 海軍武器系統列表（英语：List of Naval Weapon Systems）

1. ↑  ,   [2024-07-22], （原始内容存档于2024-07-26） （中文（简体））